# Across the Border
Across the Border ist eine deutsche Folk-Punk-Band aus Remchingen in Baden-Württemberg.

## Bandgeschichte
Gegründet wurde Across the Border 1991, aufgelöst 2002 und wiedervereinigt 2007. In der alternativen Szene erlangte die Band einen Ruf weit über die Grenzen von Baden-Württemberg hinaus und tourte auch mehrfach im Ausland. Insgesamt gab Across The Border bis heute circa 350 Konzerte.
Mit ihrer Symbiose aus Punk-Rock, Folk, Ska und Rock gilt Across The Border in Deutschland als Wegbereiter und Aushängeschild in Sachen Folk-Punk. Viele Songs gelten mittlerweile als Klassiker des Genres, so zum Beispiel I can't love this country, Last Crusade oder auch die Coverversion Die Nacht ist nicht allein zum Schlafen da. In ihren Texten setzt sich die Band häufig kritisch mit gesellschaftlichen Zuständen und Entwicklungen auseinander.
Im November 2002 trennte sich Across the Border erstmals nach elf Jahren Bandgeschichte, über 300 Konzerten im gesamten Bundesgebiet, in Tschechien, der Schweiz und Frankreich und über 30.000 verkauften Tonträgern, da die Doppelbelastung von Beruf und Band für einige Bandmitglieder nicht mehr tragbar war. In Baden hat sich die Band mittlerweile in 1000er Hallen gespielt, bundesweit konnte man diesen Trend jedoch nicht ausweiten.
Im Mai 2007 gab die Band bekannt, sich im Frühjahr zu einer Wiedervereinigung entschlossen zu haben. Das neue Studioalbum Loyalty wurde am 16. Januar 2009 via Twisted Chords / Broken Silence bundesweit veröffentlicht.
Als Nachfolgerin für den im Sommer 2008 ausgestiegenen Geiger David wurde Nicole Ansperger verpflichtet.
Am 17. November 2012 gab die Band mit einem Auftritt im Karlsruher Substage erneut ihre Auflösung bekannt.
2016 erschien das Vinylalbum Calling 999; es wurde daraufhin in einigen Clubs in Karlsruhe angeboten.
Comeback-Konzerte gab die Band in den Jahren 2017, 2022 und 2024 jeweils in Karlsruhe und Freiburg.

## Diskografie

### Studioalben
- 1994: Hag Songs (Eigenvertrieb)
- 1996: Crusty Folk Music for Smelly People (Wolverine Records/SPV)
- 1997: … But Life Is Boring, Sir, Without Committing a Crime! (Wolverine Records/SPV)
- 1999: If I Can’t Dance, It’s Not My Revolution (Wolverine Records/SPV)
- 2009: Loyalty (Twisted Chords[2]/Broken Silence[3])
- 2011: Folkpunk Air-Raid (Twisted Chords/Broken Silence)
- 2016: Calling 999 (Limitierte 12" LP inkl. der Calling 999 Download EP)

### EPs
- 1993: Dance Around the Fire (Eigenvertrieb)
- 1998: This Guardian Angel (Wolverine Records/SPV)
- 2001: Short Songs, Long Faces (Wolverine Records/SPV)
- 2016: Calling 999 (Bandcamp[5])

### Livealben und Kompilationen
- 2001: Rare and Unreleased Tracks (Vinyl-Single) (Twisted Chords[6])
- 2002: Was Bleibt – The Best of Across the Border (CD) (Wolverine Records/Soulfood)
- 2005: The Last Dance Around the Fire (Live-Bootleg der Abschiedskonzerte 2002) (Twisted Chords[7])
- 2010: The Best So Far (Uncle Owen Music, nur in Japan erhältlich)[8]

## Nachfolgeprojekte
- Ahead to the Sea
- Nicole Ansperger spielt seit 2013 bei Eluveitie.
- Kölsch & Josh
- Bordkapelle Akkermann[9]